# Newport (wieś w hrabstwie Herkimer)
Newport – wieś w Stanach Zjednoczonych, w stanie Nowy Jork, w hrabstwie Herkimer.